# Zhuangxiang de Qin
Zhuangxiang de Qin (chinois : 秦莊襄王) (né en 281 av. J.-C. et mort en 247 av. J.-C.) est un roi de Qin durant la Période des Royaumes combattants.

## Biographie
Le prince Ying Yiren était le fils du roi Xiaowen de Qin (秦孝文王), appelé également prince Anguo (安國) de Qin et de sa concubine Xia. Dès son plus jeune âge, le prince Yiren a été envoyé par son père à l'État de Zhao en otage. Il rencontra un homme d'affaires, Lü Buwei, qui pensait que Yiren avait le potentiel pour devenir le futur souverain de Qin. Lü investira une somme importante sur le jeune prince et lui donna une de ses concubines, la Dame Zhao. Plus tard la Dame Zhao donna à Yiren un fils prénommé Zheng, le futur empereur Qin Shi Huang.
En 267 av. J.-C., le prince Anguo (安國), père de Yiren, avait été désigné comme héritier du royaume de Qin. Ce dernier n'avait pas de fils de son épouse favorite, la dame Huayang (華陽). À l'occasion d'un voyage à Xianyang, capitale de Qin, l'ambitieux Lü Buwei fit alors campagne pour son protégé, et convainquit la dame Huayang de l'adopter afin d'en faire le successeur désigné du prince Anguo. Le nom de Yiren fut changé, et il fut rebaptisé Zi Chu (子楚), pour plaire à Huayang, qui avait été une princesse du royaume de Chu.
Après la mort du roi Zhaoxiang (秦昭襄王), Le prince Anguo (安國) monta sur le trône en tant que roi Xiaowen  de Qin (秦孝文王), mais il est mort après avoir régné pendant un an. Yiren devint alors le roi. Et Il nomma Lü Buwei comme son chancelier et Zheng comme le prince héritier.
Le roi Zhuangxiang de Qin régna pendant trois ans et mourut en 247 av. J.-C. à l'âge de 35 ans. Les historiens ont soupçonné que la mort du roi a été causé par Lü Buwei, comme le roi avait découvert des affaires adultères de Lü avec la dame Zhao. Une autre croyance populaire est que Zheng n'était pas le fils biologique du roi Zhuangxiang, comme Dame Zhao était déjà enceinte de l'enfant de Lü Buwei lorsque Lü l'a présentée à Yiren. Ying Zheng monta sur le trône de Qin et gouverna sous la régence de sa mère et de Lü Buwei. Il ne prendra officiellement le pouvoir qu'en 238 av. J.-C. et unifia la Chine sous la dynastie des Qin en 221 av. J.-C. et se proclame « Qin Shi Huang » (premier empereur de Qin).